# Vincenzo Antinori

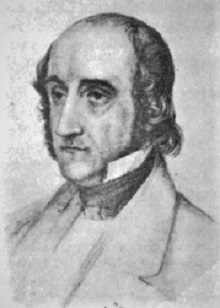
Vincenzo (o Vincenzio) Antinori

Vincenzo Antinori (Firenze, 24 febbraio 1792 – Firenze, 22 luglio 1865) è stato un fisico, meteorologo e storico della scienza italiano.

## Biografia
Direttore del Museo di Fisica e Storia Naturale di Firenze dal 1829 al 1859, fu tra i promotori dei Congressi degli scienziati italiani di Pisa (1839) e di Firenze (1841). Chiamò nel capoluogo toscano Giovanni Battista Amici (1786-1863) per insegnare astronomia e Leopoldo Nobili (1784-1835) per la fisica; con quest'ultimo compì alcuni esperimenti sull'elettromagnetismo. Nel 1839 organizzò l'Archivio meteorologico italiano, destinato a presentare in maniera ordinata tutte le osservazioni atmosferiche fatte fino ad allora. Membro dell'Accademia della Crusca dal 1836, scrisse numerose voci scientifiche per il Vocabolario. Dedicò importanti lavori storici all'eredità galileiana.
Il 5 luglio 1840 divenne socio dell'Accademia delle Scienze di Torino.